# União Comunista Libertária (França)
A União Comunista Libertária (UCL, em francês:  Union Communiste Libertaire) é uma federação anarquista plataformista francesa, criada em 2019 a partir da fusão da Alternative Libertaire e da Coordenação de Grupos Anarquistas. Além da luta revolucionária, eles se engajam em lutas sociais e ambientais.

## História

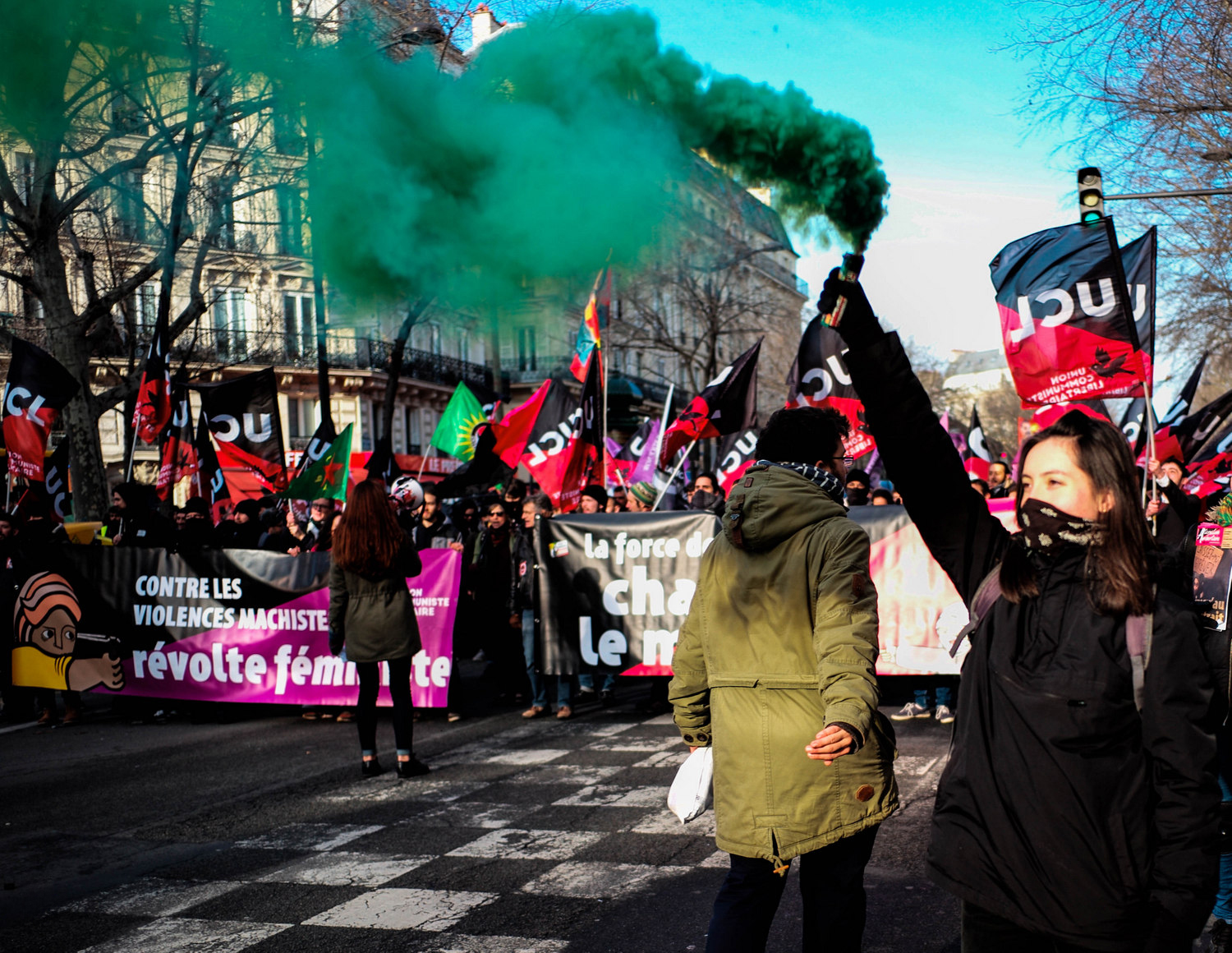
Demonstração da UCL em Paris, janeiro de 2020

Em um congresso de fundação organizado no Allier de 8 a 10 de junho de 2019, a Alternative Libertaire (AL) e a Coordenação de Grupos Anarquistas (CGA) decretaram sua fusão, resultado de um ano de discussões. AL, o sucessor da União dos Trabalhadores Comunistas Libertários fundada em 1991, e a CGA, uma divisão da Federação Anarquista fundada em 2002, eram duas organizações comunistas libertárias. Próximos ideologicamente e em sua prática política, eles iniciaram sua fusão em fevereiro de 2018. 
A nova organização, que pretende instaurar lutas autonomas, pretende realizar lutas feministas, antirracistas, pró-LGBTI e ecologistas ao mesmo tempo que a luta anarco-comunista e revolucionária . Quer poder criar um "contra-poder popular", que não se situa "nem no terreno eleitoral nem no plano das instituições". A UCL mantém as cores vermelha e preta, simbólicas do comunismo e do anarquismo, assim como o jornal Libertarian Alternative, que não mudou de nome.  No mesmo mês, a UCL reivindicou cerca de quarenta grupos locais ligados à organização e mais de quinhentos membros.  Muitos eram sindicalistas, de sindicatos como Solidaires Unitaires Démocratiques ou da Confederação Geral do Trabalho (França) e associações. 
A União Comunista Libertária apoiou o movimento dos Coletes Amarelos desde o seu início.  O grupo criou uma filial em Millau no final de 2019. 